# Socket AM3+

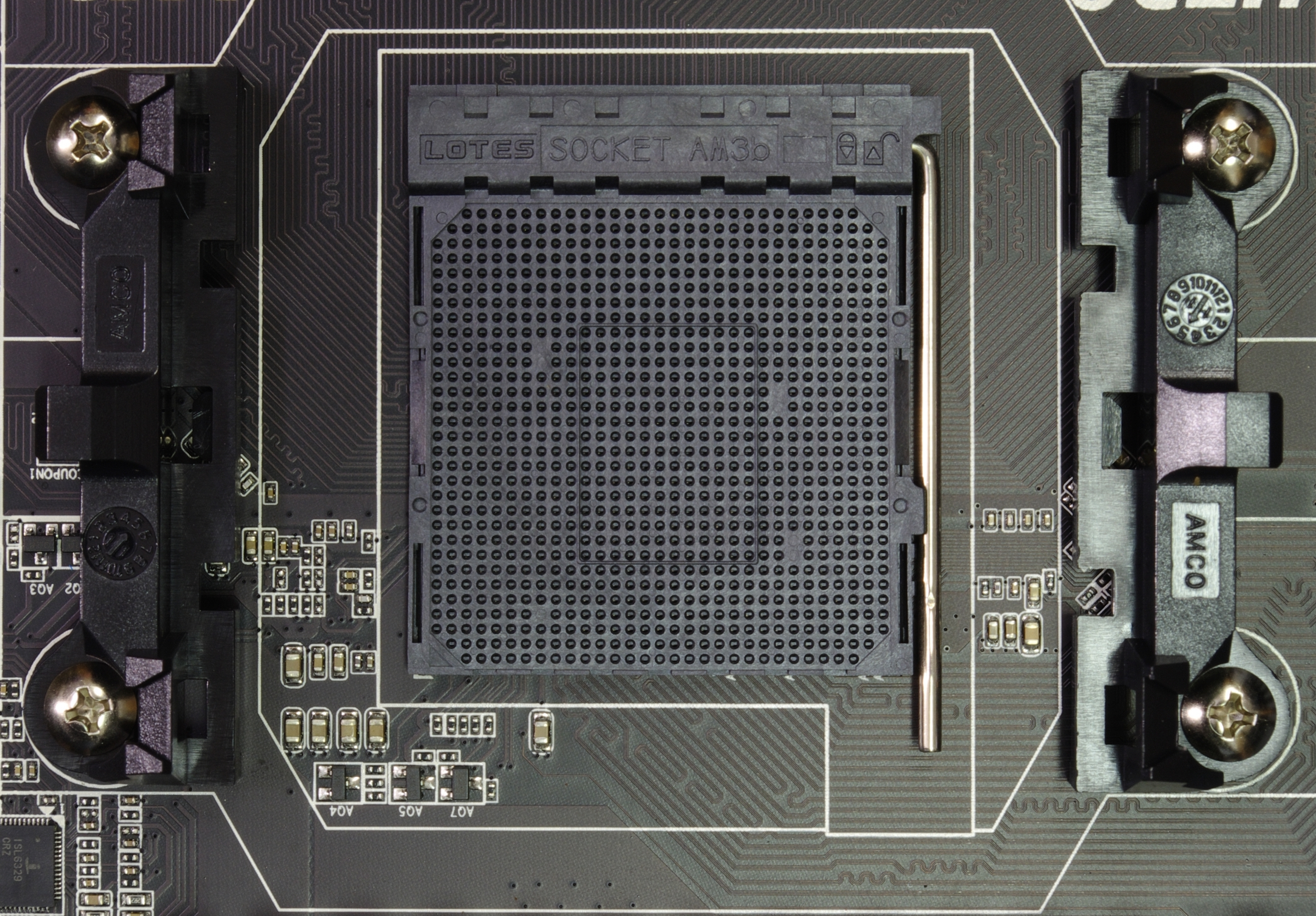
Socket AM3+

Socket AM3+ — модифікація Socket AM3, розроблена для процесорів з кодовим ім'ям «Zambezi», які використовуватимуть нову мікроархітектуру Bulldozer.
На деяких материнських платах з сокетом AM3 можна буде оновити BIOS і використовувати процесори з сокетом AM3+. Але при використанні процесорів AM3+ на материнських платах з AM3, можливо, не вдасться отримати дані з датчика температури на процесорі. Також може не працювати режим енергозбереження через відсутність підтримки швидкого перемикання напруги ядра в Socket AM3.
Сокет AM3+ на материнських платах — чорного кольору, в той час, як AM3 — білого кольору. Також його можна впізнати за маркуванням «AM3b».
Діаметр отворів під виводи процесорів з Socket AM3+ перевищує діаметр отворів під виводи процесорів з Socket AM3 — 0,51 мм проти колишніх 0,45 мм.

## Чипсети
Перші чипсети під архітектуру Bulldozer з'явилися у 2-му кварталі 2011 року. У нових чипсетах, зокрема, мається блок управління пам'яттю для операцій введення-вивдення (IOMMU), підтримка до 14-ти портів USB 2.0, 6-ти SATA 3.0. Були представлені 3 чипсети без вбудованої графіки: AMD 970 (13,6 Вт), AMD 990X (14 Вт) і AMD 990FX (19,6 Вт). AMD 970 не має підтримки AMD CrossFireX, але є одна материнська плата, CrossFire/SLI на якій реалізований по формулі х8+х8 і як бонус додаткові х4 ліній (х8+х8+х4), це ASRock 970 Extreme4. AMD 990X підтримує технологію, але тільки в режимі 2-х PCIExpress x8. Обидва чипсети підтримують 6 слотів PCIExpress x1.
Старший з чипсетів AMD 990FX підтримує CrossFireX в режимі 2-х або 4-х слотів PCIExpress x16. Чипсет з вбудованою графікою AMD 980G скасований через можливу конкуренцію з AMD Fusion.